# 大龙岭
大龙岭山脉，位于吉林省珲春县北部，为珲春县与汪清县、黑龙江省东宁县的界山，珲春河上源与绥芬河的分水岭。

## 位置
西自珲春河支流杜荒子河源头，东止中苏界河瑚布图河的源头，近北北东走向，长约75公里，宽20～30公里。

## 地质
岩石为华力西期花岗岩，二叠系变质岩和侏罗系火山岩，东段有大片第三纪玄武岩。

## 地貌
以低山为主，海拔700～1000米，相对高度400～700米。大龙峰海拔1141米。山顶多浑圆，东段为大片玄武岩平顶山和玄武岩高台地。熔岩地面海拔800米左右，南侧受珲春河上游水系深切，形成许多熔岩峡谷，谷深达300余米。森林覆盖率较大，侵蚀轻微。